# Själlands storkrets
Själlands storkrets (danska: Sjællands storkreds) är en av tio storkretsar som används vid val till Folketinget sedan 2007. Den är indelad i valkretsarna Lolland, Guldborgsund, Vordingborg, Næstved, Faxe , Køge, Greve, Roskilde, Holbæk, Kalundborg, Ringsted och Slagelse.

## Valresultat

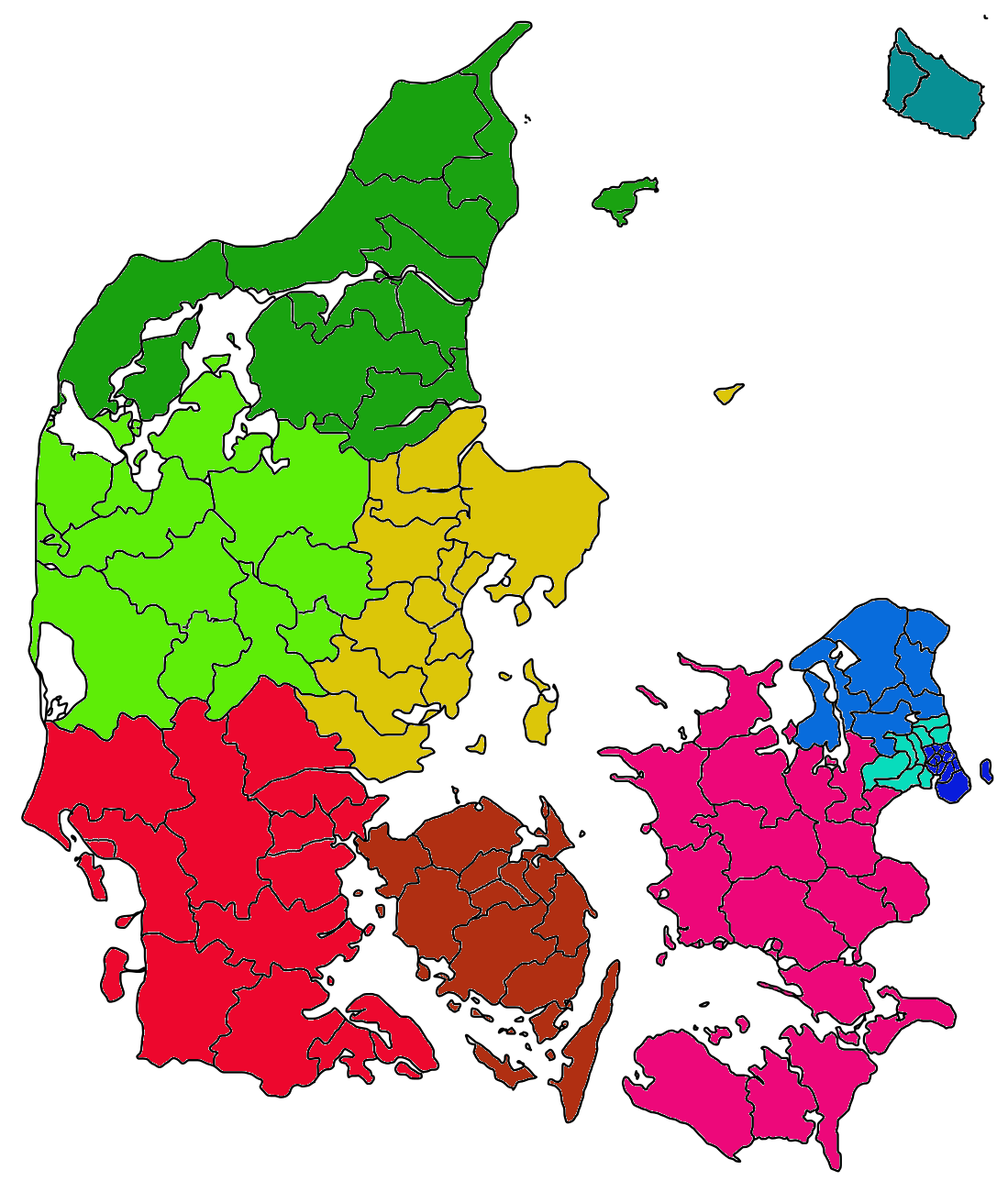
Storkretsar med Själland och valkretsar (avgränsade med svarta sträck)

| Parti                       | 2007    | 2011    | 2015    | 2019    | 2022    |
| --------------------------- | ------- | ------- | ------- | ------- | ------- |
| Venstre                     | 27,8    | 26,3    | 19,6    | 24,3    | 12,6    |
| Socialdemokratiet           | 25,5    | 25,1    | 27,9    | 28,2    | 30,3    |
| Dansk Folkeparti            | 16,8    | 16,1    | 25,6    | 10,9    | 4,3     |
| Socialistisk Folkeparti     | 12,8    | 9,8     | 3,9     | 8,8     | 9,8     |
| Det Konservative Folkeparti | 8,5     | 4,7     | 2,9     | 5,8     | 4,5     |
| Radikale Venstre            | 3,9     | 7,5     | 3,2     | 5,8     | 2,4     |
| Liberal Alliance            | 2,7     | 4,5     | 6,2     | 1,8     | 6,6     |
| Enhedslisten                | 1,6     | 5,6     | 6,7     | 5,2     | 3,3     |
| Kristendemokraterne         | 0,4     | 0,4     | 0,4     | 0,8     | 0,2     |
| Alternativet                |         |         | 3,5     | 2,0     | 1,9     |
| Stram Kurs                  |         |         |         | 2,7     |         |
| Nye Borgerlige              |         |         |         | 2,6     | 4,4     |
| Klaus Riskær Pedersen       |         |         |         | 1,0     |         |
| Moderaterne                 |         |         |         |         | 10,8    |
| Danmarksdemokraterne        |         |         |         |         | 8,1     |
| Frie Grønne                 |         |         |         |         | 0,5     |
| Partilösa                   |         | 0,1     | 0,0     | 0,0     | 0,2     |
| Röstande                    | 526 436 | 531 801 | 524 430 | 520 869 | 519 568 |

## Valda
| Krets                       | 2007 | 2011 | 2015 | 2019 | 2022 |
| --------------------------- | --- | --- | --- | --- | --- |
| Venstre                     | Anders Fogh Rasmussen, Birthe Rønn Hornbech, Henrik Høegh, Jacob Jensen, Troels Christensen, Karsten Nonbo, Flemming Damgaard Larsen, Louise Schack Elholm | Bertel Haarder, Jacob Jensen, Karsten Nonbo, Henrik Høegh, Louise Schack Elholm, Birthe Rønn Hornbech, Flemming Damgaard Larsen      | Lars Løkke Rasmussen, Marcus Knuth, Jacob Jensen, Bertel Haarder, Louise Schack Elholm                                                                    | Lars Løkke Rasmussen, Marcus Knuth, Jacob Jensen, Morten Dahlin, Bertel Haarder, Stén Knuth, Louise Schack Elholm                              | Morten Dahlin, Jacob Jensen, Louise Schack Elholm                                                               |
| Socialdemokratiet           | Henrik Sass Larsen, Magnus Heunicke, Mette Gjerskov, Thomas Adelskov, Ole Hækkerup, John Dyrby Paulsen, Lennart Damsbo-Andersen                            | Henrik Sass Larsen, Magnus Heunicke, Ole Hækkerup, Mette Gjerskov, Lennart Damsbo-Andersen, John Dyrby Paulsen, Rasmus Horn Langhoff | Magnus Heunicke, Astrid Krag, Pernille Rosenkrantz-Theil, Henrik Sass Larsen, Rasmus Horn Langhoff, Lennart Damsbo-Andersen, Kaare Dybvad, Mette Gjerskov | Astrid Krag, Magnus Heunicke, Rasmus Horn Langhoff, Kaare Dybvad Bek, Mette Gjerskov, Lennart Damsbo-Andersen, Kasper Roug, Henrik Sass Larsen | Magnus Heunicke, Kaare Dybvad Bek, Astrid Krag, Kasper Roug, Mette Gjerskov, Frederik Vad, Rasmus Horn Langhoff |
| Dansk Folkeparti            | Pia Kjærsgaard, Mia Falkenberg, Colette Brix, Henrik Brodersen, Liselott Blixt                                                                             | Pia Kjærsgaard, René Christensen, Karin Nødgaard, Liselott Blixt                                                                     | Søren Espersen, Liselott Blixt, René Christensen, Karin Nødgaard, Merete Dea Larsen, Henrik, Brodersen, Jeppe Jakobsen                                    | Søren Espersen, René Christensen, Liselott Blixt                                                                                               | Pia Kjærsgaard                                                                                                  |
| Socialistisk Folkeparti     | Ole Sohn, Flemming Bonne, Astrid Krag | Astrid Krag, Ole Sohn | Jacob Mark | Jacob Mark, Astrid Carøe, Anne Valentina Berthelsen                                                                                            | Jacob Mark, Astrid Carøe, Anne Valentina Berthelsen                                                             |
| Det Konservative Folkeparti | Helge Adam Møller, Brian Mikkelsen | Brian Mikkelsen | Brian Mikkelsen | Naser Khader, Brigitte Klintskov Jerkel | Brigitte Klintskov Jerkel                                                                                       |
| Radikale Venstre            | Simon Emil Ammitzbøll | Zenia Stampe, Rasmus Helveg Petersen                                                                                                 | Zenia Stampe | Zenia Stampe, Kathrine Olldag | Zenia Stampe |
| Liberal Alliance            | Gitte Seeberg | Villum Christensen | Villum Christensen | | Lars-Christian Brask, Sandra Elisabeth Skalvig                                                                  |
| Enhedslisten                | Line Barfod | Christian Juhl, Nikolaj Villumsen | Christian Juhl, Eva Flyvholm | Christian Juhl, Eva Flyvholm | Trine Pertou Mach                                                                                               |
| Alternativet                | | | Rasmus Nordqvist | Rasmus Nordqvist | Sascha Faxe |
| Nye Borgerlige              | | | | Peter Seier Christensen | |
| Moderaterne                 | | | | | Lars Løkke Rasmussen, Charlotte Bagge Hansen, Mike Villa Fonseca                                                |
| Danmarksdemokraterne        | | | | | Peter Skaarup, Susie Jessen                                                                                     |
| Nye Borgerlige              | | | | | Peter Seier Christensen                                                                                         |